# LGYankees PROJECT MICHI

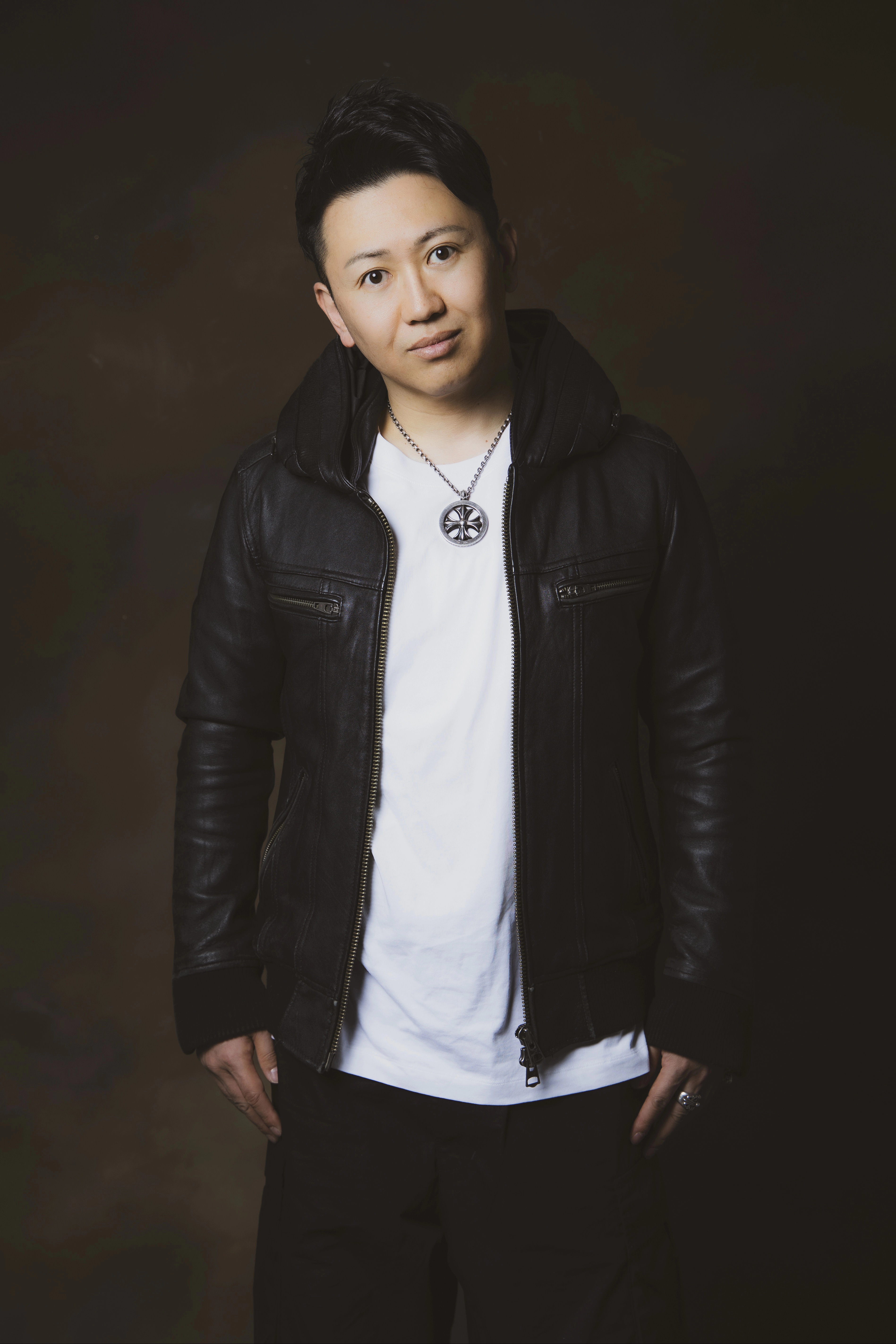
LGYankees PROJECT MICHI（2025年撮影）

LGYankees PROJECT MICHI（エルジーヤンキース・プロジェクト・ミチ）は、日本の音楽ユニット・LGYankeesのスピンオフ的プロジェクト、または関連アーティストである。
2025年に本格始動し、初の楽曲『I＆I feat. LGYankees & Calyn Tsukishima』をリリースしたことで注目を集めている。所属レーベルはNO DOUBT TRACKS。所属事務所はエムズプロモーション

## 概要
LGYankees PROJECT MICHIは、LGYankeesのプロデュースよって立ち上げられた新たな音楽プロジェクトであり、ジャンルレスな音楽性と多様なアーティストとのコラボレーションを特徴とする。シンガーの「MICHI」はハイトーンボイスが特徴。音楽と人生経験を融合させたスタイルで、従来のLGYankeesとはまた異なるアプローチを試みている。

## 来歴
LGYankees PROJECT MICHIは兵庫県で出生、岡山県在住。
幼少期より幅広い音楽に触れてきた人物であり、その経歴は以下の通りである。
- 小学4年生の頃、X JAPANの影響でピアノを始める
- 小学校高学年でロックに興味を持ち、エレキギターを独学で習得
- 中学1年生でLUNA SEAのJに憧れベースを始める
- 中学3年生で全曲オリジナルのロックバンドを結成し、ベースとコーラスを担当
- 高校時代にはスカパンクやミクスチャーに傾倒し、ボーカルとベースを兼任するバンドを結成
- 笑連隊の高橋ルーとは岡山の同級生でありバンド仲間であり現在も親交がある
- 高校卒業後はクラブミュージック、特にトランスや4つ打ちサウンドに傾倒し、DJ・MC・イベントオーガナイザーとして活動
- イベントオーガナイザーとしては、日本最大級全国サークルイベント「D-1［Dance No.1］グランプリ」姫路会場実行委員長や、ブチアゲ♂トランス、メンズエッグナイトの主催など手がけた
- 25歳から起業したことにより会社経営に専念する様になり、音楽活動を一時離れる
- 岡山県を訪れていたLGYankeesのHIROと出会ったことをきっかけに親交が始まる
- 広島県呉市で開催されたLGYankeesが出演するライブの現場マネージャーを務める
- HIROと親交が出来た事により再び音楽活動への熱が高まり、SNSに投稿したHIROとのカラオケ動画が拡散され、本格的な音楽活動を再始動
- インフルエンサーのゆうこすこと菅本裕子が経営する株式会社321の公式パートナーとなり、321×エムズプロモーションというライバーマネジメント事務所をLGYankeesを顧問に迎え、共に運営を手掛ける

## 音楽活動
2025年5月14日、プロジェクト初のシングル「I＆I feat. LGYankees & Calyn Tsukishima」をリリース。  
LGYankeesとCalyn Tsukishimaをフィーチャーしたこの楽曲は、レゲエ、R&B、HIPHOPを融合したミッドテンポのラブソングで、幅広い音楽ファンから注目を集めた。

## 音楽性
- メロディックなR&Bとダンスホール・レゲエの融合
- MICHI自身の実体験をもとにした等身大のリリック
- MICHIのハイトーンボイスが特徴的である
- LGYankeesらしさを残しつつ、より個人の感性を活かしたプロジェクト性

## ディスコグラフィ

### シングル
|     | 発売日        | 楽曲名                                  | 規格品番    | 備考             |
| --- | ------------- | --------------------------------------- | ----------- | ---------------- |
| 1st | 2025年5月14日 | I＆I feat. LGYankees & Calyn Tsukishima | ANTCD-66428 | 配信限定シングル |

## メディア掲載
- プレスリリース - PR TIMES
- プレスリリース - PR-FREE
- プレスリリース - Prerele.com
- プレスリリース - 東京新聞デジタル
- プレスリリース - 山陽新聞デジタル

## 出演
2025年8月2日 – 宮城県石巻市にて開催された第102回石巻川開き祭り「川開きライブ」に出演。 パフォーマンスでは、「I＆I feat. LGYankees & CalynTsukishima」を歌唱した。 